# Spodoptera frugiperda
Spodoptera frugiperda és una espècie de lepidòpter ditrisi de la família Noctuidae molt coneguda en l'àmbit agrícola per ser una plaga important.
L'eruga d'aquesta arna ataca diferents cultius d'importància econòmica, com per exemple Zea mays (blat de moro), Gossypium spp. (cotó) entre d'altres, per bé que és capaç d'alimentar-se de cent espècies diferent de plantes pertanyents a famílies molt diverses.

## Distribució
Spodoptera frugimerda és molt present a l'Àfrica subsahariana i a Amèrica com a plaga agrícola, però per causa del poder migratori dels adults té potencial per escampar-se cap al sud d'Europa i Àsia. Per causa dels vents que cíclicament travessen la Mediterrània procedents del sud, se la considera de risc ja que pot arribar a instal·lar-se a la riba nord de la nostra mar. De fet, ja s'ha detectat a Egipte, Marroc i les Illes Canàries. L'escalfament global podria ajudar a que llurs poblacions esdevinguin plaga a latituds altes com ara Europa, nord d'Àsia i el Canadà.